# Großkuchen
Großkuchen ist seit 1974 ein Stadtteil von Heidenheim an der Brenz. Das Dorf liegt auf einer Hochfläche der Schwäbischen Alb, ca. 10 km nordöstlich von Heidenheim, auf dem Härtsfeld. 

## Geschichte
Die erste schriftliche Erwähnung von Großkuchen ist Mitte des 8. Jahrhunderts. Großkuchen gehörte zu dieser Zeit dem Kloster Fulda. Durch archäologische Funde im Norden von Großkuchen konnte aber schon eine Besiedlung von Kelten im 7. Jahrhundert v. Chr. nachgewiesen werden. Zwischen dem 1. und 3. Jahrhundert ist eine römische Siedlung belegt und im 4. Jahrhundert gab es eine Siedlung der Alamannen.
Im 12. Jahrhundert wurde auch Kleinkuchen, neben Großkuchen erwähnt, wobei beide Dörfer weitgehend die gleichen Besitzer hatten. 1935 wurde Kleinkuchen eine Teilgemeinde von Großkuchen.
Auf der Gemarkung Großkuchen lagen bis 1890 die Orte Hagenbucher Hof und Hubertsweiler, der seit dem 13. Jahrhundert belegt ist.
Im Hochmittelalter ging Großkuchen an die Klöster Ellwangen und Lorch sowie die Grafen von Dillingen. 1258 ging Großkuchen an die Grafen von Oettingen-Wallerstein und Ende des 13. Jahrhunderts an das Kloster Neresheim, jedoch ohne die Dorfherrschaft, welche 1764 dann endgültig übertragen wurde. 1802 ging Großkuchen an das Haus Thurn und Taxis, von 1806 bis 1810 kam Großkuchen zu Bayern und ging danach endgültig an Württemberg.
Am 1. Juli 1974 wurde die Gemeinde Großkuchen (mit den Teilgemeinden Kleinkuchen, Nietheim und Rotensohl) nach Heidenheim an der Brenz eingemeindet.
Am 29. Mai 2016 kam es in Großkuchen durch das Tiefdruckgebiet Elvira zu schweren Schäden durch golfballgroße Hagelkörner an Häusern, Autos und Garteninventar. Straßen waren von einer zentimeterdicken Hagelschicht bedeckt und waren nur schwer passierbar. Als Soforthilfe stellte der Kreisabfallwirtschaftsbetrieb Heidenheim kostenlos zwei Container zur Beseitigung der Hagelschäden auf.

## Kultur und Sehenswürdigkeiten
Im Jahr 1736 wurde die katholische Pfarrkirche St. Peter und Paul in Großkuchen erbaut. Es gab eine Vorgängerkirche seit der Mitte des 16. Jahrhunderts. Der Stil ist Spätbarock. Besonders sehenswert sind die Fresken und die Rokokokanzel.
An der Verbindungsstraße zwischen Rotensohl und Nietheim liegt eine Köhlerei. Seit 1816 wird dort in der sechsten Generation im Familienbetrieb Holzkohle produziert. Die Köhlerei kann von Interessierten besichtigt werden.
Das Krätzental ist mit Wanderwegen ausgebaut.

Sehenswürdigkeiten
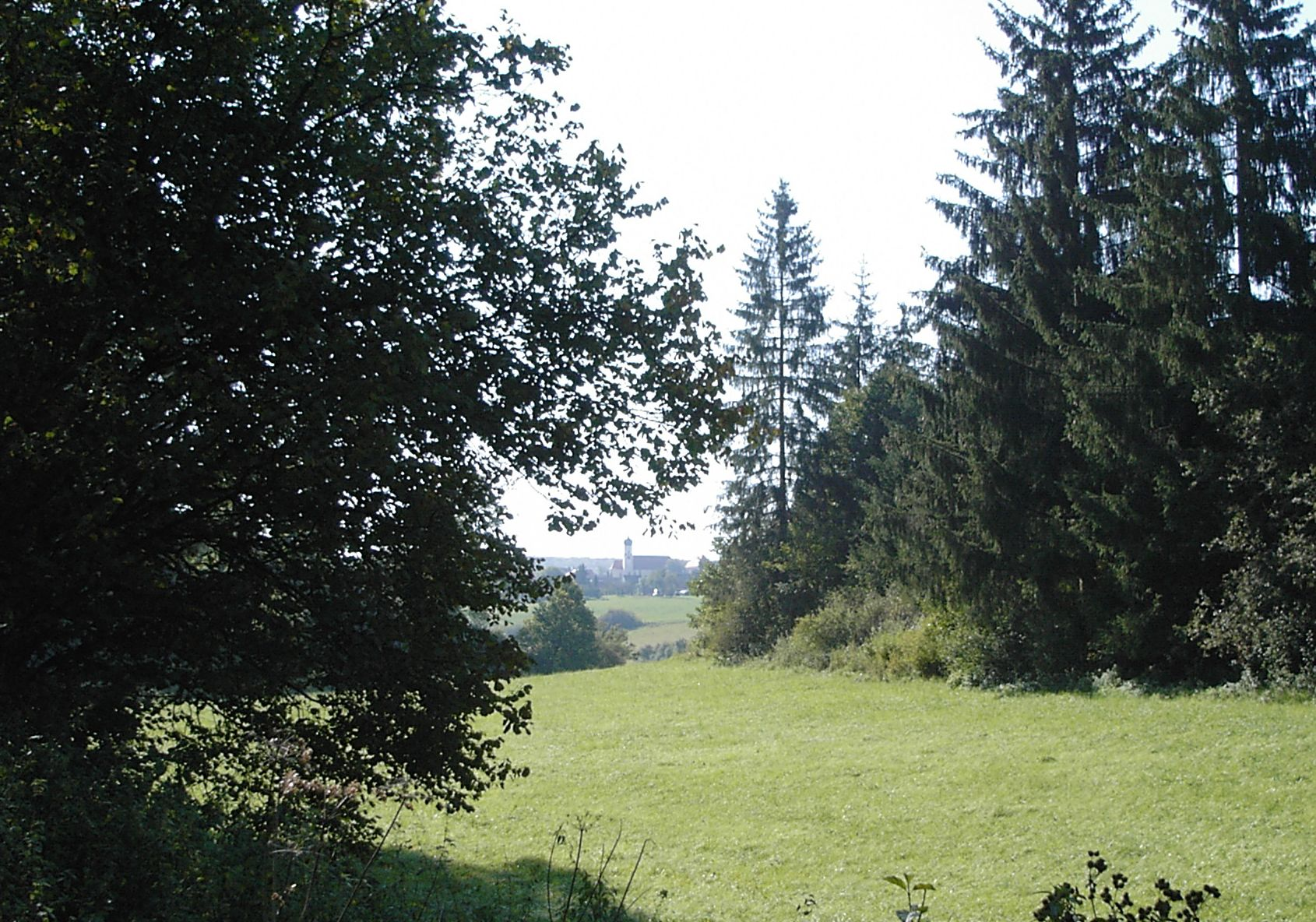
Großkuchen vom Krätzental
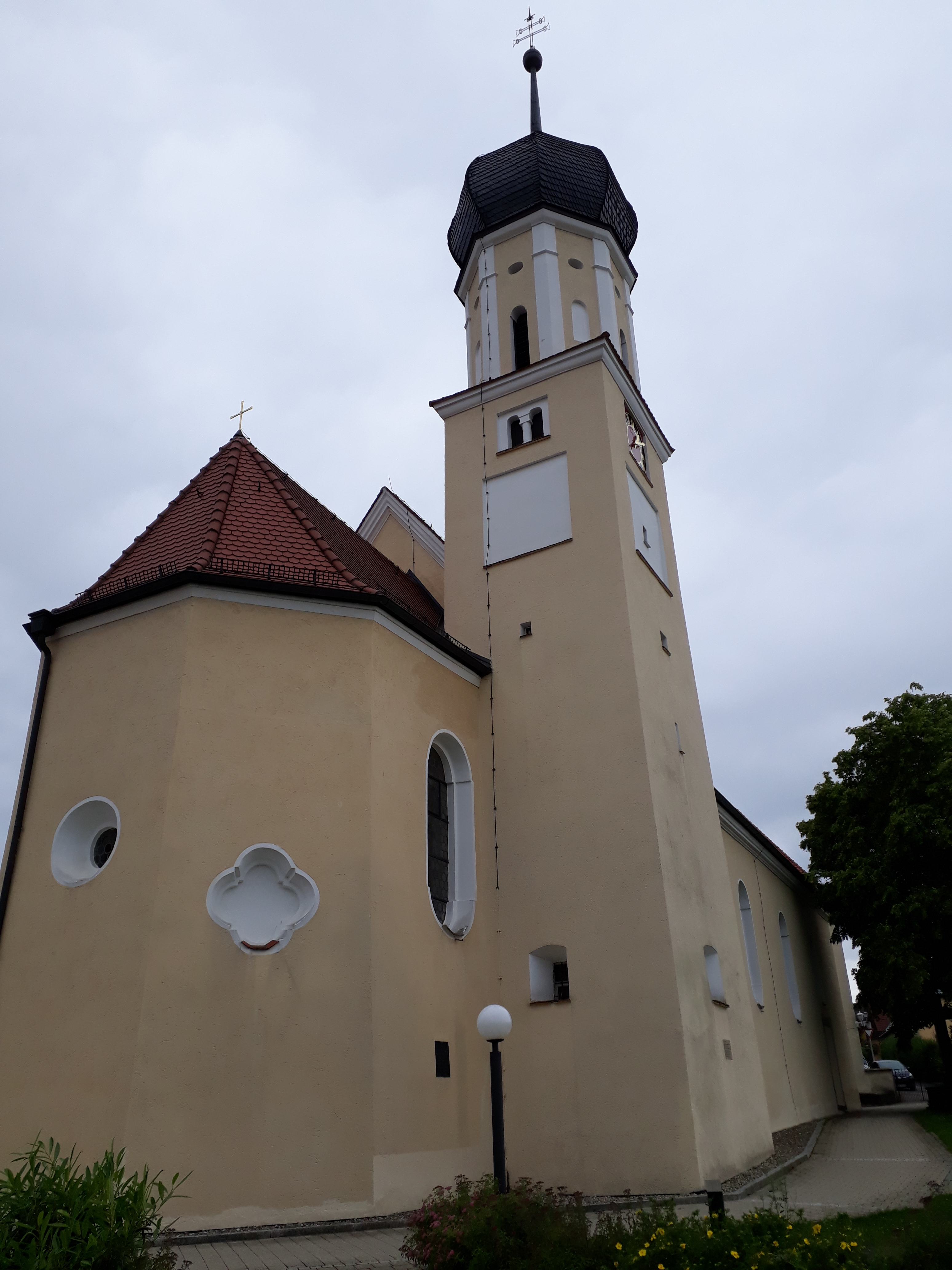
Großkuchen Kirche.
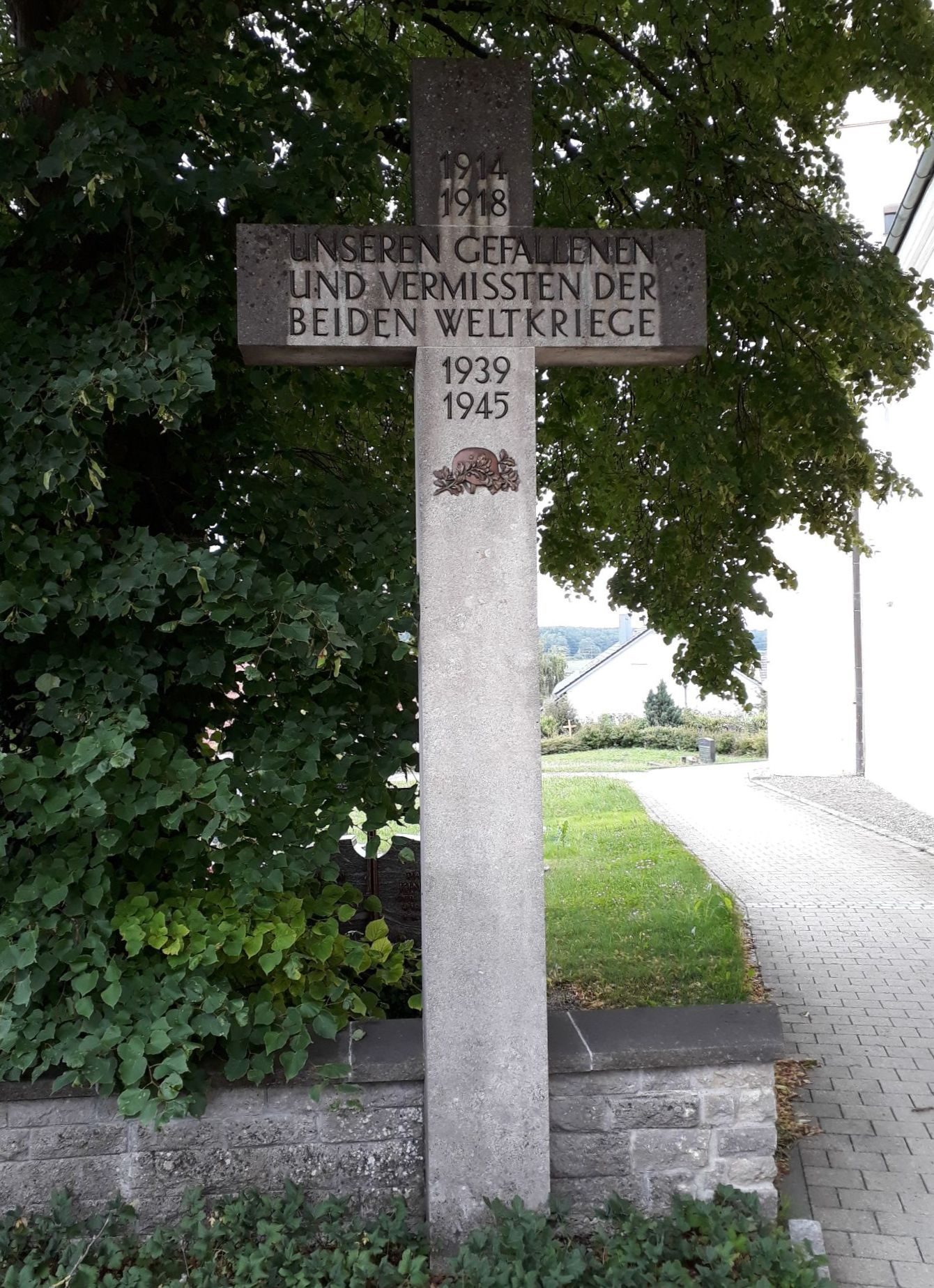
Großkuchen Kriegerdenkmal.
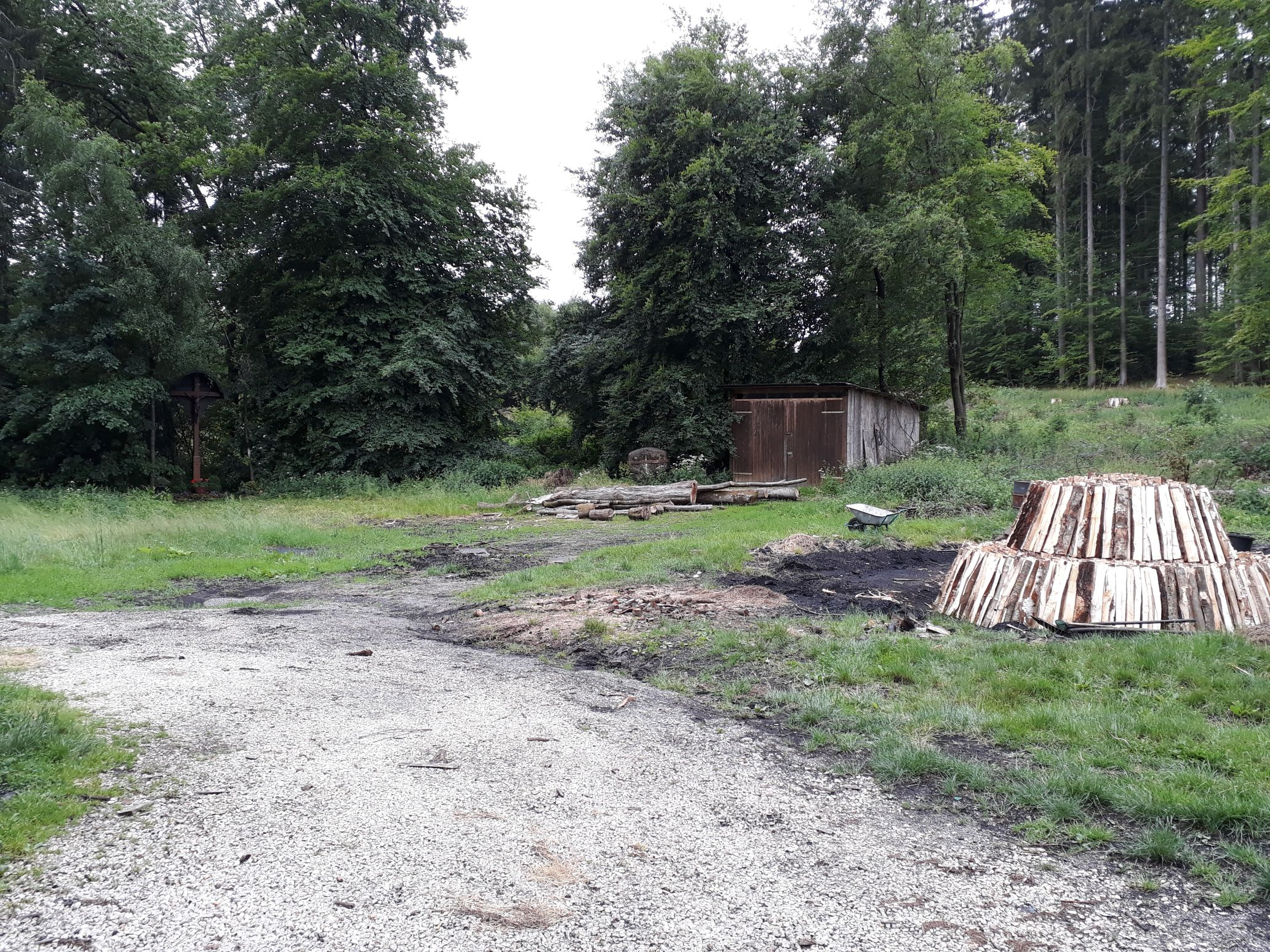
Köhlerei zwischen Nietheim und Großkuchen.
Informationsschild der Köhlerei.
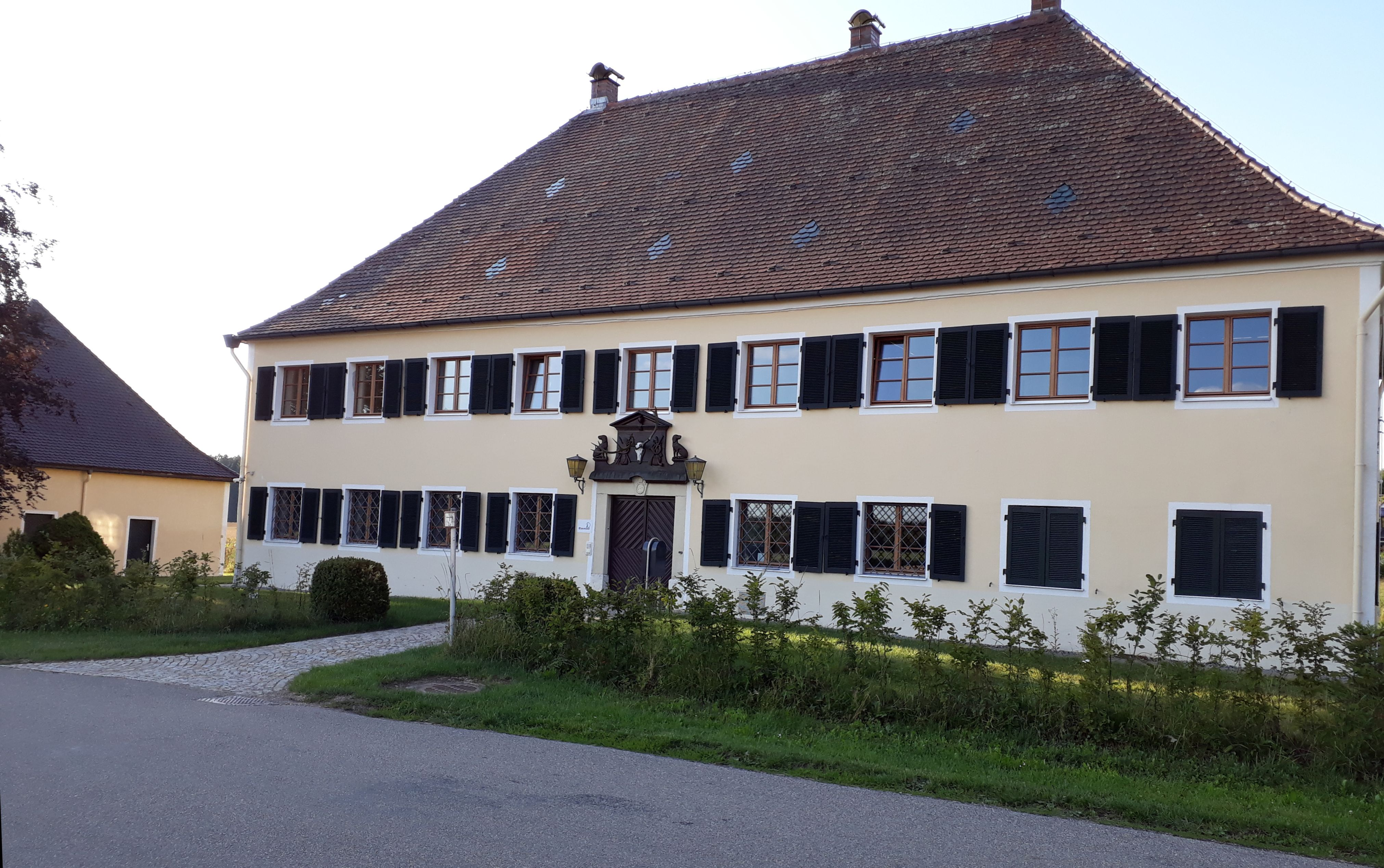
Nietheim Forsthaus

### Schule
Die Grundschule Großkuchen befindet sich am Rathausplatz. Dort werden etwa 40 Schüler unterrichtet. Seit September 2013 ist Evelin Städler-Schieszl die Rektorin und damit die Nachfolgerin von Hans Beyrle. Hans Beyrle wurde nach 20 Jahren Dienst am 11. Juli 2013 in den Ruhestand verabschiedet.

## Politik

### Bundestagswahl
Zur Bundestagswahl am 24. September 2017 waren 1146 Bürger im Wahlbezirk Großkuchen wahlberechtigt. 704 Bürger haben gewählt. Es gab 11 ungültige Erststimmen und 8 ungültige Zweitstimmen.
Erststimmen:
1. Roderich Kiesewetter (CDU) 357 Stimmen
2. Leni Breymaier (SPD) 156 Stimmen
3. Ruben Rupp (AfD) 75 Stimmen
4. Margit Stumpp (Grüne) 45 Stimmen
5. Saskia Jürgens (Die Linke) 27 Stimmen
6. Silke Leber (FDP) 27 Stimmen

### Wahl des Ortschaftsrates
Zur Wahl des Ortschaftsrates am 25. Mai 2014 waren 1261 Bürger wahlberechtigt. Zur Wahl standen die Mitglieder der Freien Wählervereinigung. Den Ortschaftsrat Großkuchen durften die Bürger aus Großkuchen, Kleinkuchen, Rotensohl und Nietheim wählen. 601 Bürger haben gewählt. Es gab 2 ungültige Stimmen. Die Wahlbeteiligung lag bei 47,66 %.

### Landtagswahl
Zur Landtagswahl in Baden-Württemberg 2016 waren 1143 Bürger wahlberechtigt. 626 Bürger haben ihre Stimme abgegeben. 621 Stimmen waren gültig. Die Wahlbeteiligung lag bei 54,77 %.

## Vereine
In Großkuchen gibt es den Obst- und Gartenbauverein, die Freiwillige Feuerwehr Heidenheim mit der Abteilung Großkuchen, den Sportverein SV Großkuchen 1967, den Rentner- und Seniorenclub e. V., den Musikverein Großkuchen e.V, die Theatergruppe und den Gesangverein Frohsinn 1878.
Der Schützenverein Schützenfreunde Großkuchen 1977 e. V. wurde 2016 aufgelöst.

## Persönlichkeiten
- Johann Jakob Mettenleiter wurde 1750 in Großkuchen geboren und verstarb am 25. Februar 1825 am Zarenhof in Sankt Petersburg. Dort war er seit 1786 als Hofmaler und Museumsdirektor tätig. Sein Handwerk erlernte er bei Johann Georg Zink und Martin Knoller.
- Der Grafiker Johann Michael Mettenleiter, der jüngere Bruder von Johann Jakob wurde 1765 in Großkuchen geboren und verstarb am 19. März 1853 in Passau. Er war Hofkupferstecher und Gründungsmitglied des 1823 gegründeten Münchner Kunstvereins. Ein Jahr später wurde er in die Kgl. Bayerische Akademie der bildenden Künste aufgenommen.
- Der Musiker Johann Michael Mettenleiter wurde 1791 in Großkuchen geboren und starb am 11. Februar 1859 in Wallerstein. Als Kapellmeister, Komponist und Lithograph war er seit 1818 für Ludwig (Oettingen-Wallerstein) tätig. Er war der Onkel von Dominicus Mettenleiter und Johann Georg Mettenleiter.
- Johann Evangelist Mettenleiter wurde 1792 in Großkuchen als Sohn eines Uhrmachers geboren und starb am 7. April 1870 in München. Er war der Neffe des Grafikers Johann Michael, bei dem er lernte. Sein bekanntestes Werk war das Lehrbuch „Schriftenmagazin für Freunde der Kalligraphie“ welches 1840 erschien.
- Hermann Linse wurde 1914 in Großkuchen geboren. Er war Elektroingenieur und Hochschullehrer. Von 1965 bis 1977 war er Direktor der Staatlichen Ingenieurschule Esslingen bzw. Rektor der Nachfolgeeinrichtung Fachhochschule für Technik Esslingen. Zudem war er Autor des Lehrbuchs Elektrotechnik für Maschinenbauer.
- Inge Gräßle wurde 1961 in Großkuchen geboren.[12] Sie ist eine deutsche CDU-Politikerin und ehemalige Europaabgeordnete und Landtagsabgeordnete.
- Der deutsche Autor Georg Kreß wohnt in Großkuchen.